# Теуво Аура
Теуво Аура (фін. Teuvo Ensio Aura 28 грудня 1912, Рускеала, Велике князівство Фінляндське — 11 січня 1999, Гельсінкі, Фінляндія) — фінський державний діяч, член Ліберальної народної партії, прем'єр-міністр Фінляндії (1970 і 1971–1972).

## Життєпис
Прем'єр-міністр Фінляндії, мер Гельсінкі, голова Ради з економічного планування Фінляндії, міністром торгівлі і промисловості Фінляндії, міністром юстиції Фінляндії, міністр внутрішніх справ Фінляндії, міністр фінансів Фінляндії.
За освітою юрист, ліценціат права (1948). З 1940 — на державній службі в Гельсінкі, в 1943 призначений виконавчим директором поштового відділення Ощадного банку.
Очолював Економічну раду (1946–1947), в 1951 — голова Ради з економічного планування Фінляндії.
У післявоєнний період неодноразово входив до складу уряду: був міністром торгівлі і промисловості в кабінетах Урго Кекконена в 1950–1951 і 1953, міністром юстиції в 1951, міністром внутрішніх справ (1953–1954) і міністром фінансів (1957).
1968–1979 — мер Гельсінкі. Завоював популярність міщан завдяки проведенню політики відкритості.
У 1970 і 1971–1972 роках був прем'єр-міністром Фінляндії.